# Cerreto di Spoleto
Cerreto di Spoleto – miejscowość i gmina we Włoszech, w regionie Umbria, w prowincji Perugia.
Według danych na rok 2004 gminę zamieszkiwało 1137 osób, 15,4 os./km².
Pochodził stąd biskup kamieński Marino da Fregeno.